# František Hruška
František Hruška (także Franz von Hruška, Francesco de Hruška) (ur. 13 marca 1819 w Wiedniu, zm. 8 maja 1888 w Wenecji) – czeski wynalazca miodarki.
Dzieciństwo spędził w Czeskich Budziejowicach i Grazu. Z pszczołami zetknął się jako chłopiec u swego dziadka w Brawanticach koło Nowego Jiczyna.
Na życzenie ojca wstąpił do służby wojskowej i był kadrowym oficerem armii austriackiej. Brał udział w wielu kampaniach wojennych i dosłużył się rangi majora. Jednocześnie prowadził 240-pniową pasiekę. Interesował się także techniką, między innymi zbudował parowiec, który kursował po Canale Grande w Wenecji.
Na XIV zjeździe pszczelarzy austriackich, niemieckich i węgierskich w Brnie (12-14 września 1865) zademonstrował pierwszą swą miodarkę (na 1 plaster miodu) w postaci naczynia blaszanego, w którego dolnej części znajdował się spust, którym spływał miód. Podczas wirowania obracało się całą miodarkę razem z włożonym do niej plastrem. Oznaczało to, że plaster o nieuszkodzonej strukturze – ale pusty – można odtąd włożyć z powrotem do ula. Oszczędza to pracę pszczół, czas i materiały. Wynalazek Franciszka Hruški odegrał dużą rolę, gdyż znacznie poprawił efektywność zbierania miodu i zapoczątkował nowoczesne pszczelarstwo.
Wkrótce ulepszył tę konstrukcję, budując bęben nieruchomy i dając napęd w postaci 2 kółek przekładni pasowej poruszanej korbą. Dalsze udoskonalenia polegały na ulepszeniu mechanizmu napędowego. W 1868 przedstawił na wystawie w Paryżu (pod nazwiskiem Angelio Lassamane) trzy różne modele miodarek. Z czasem skonstruował wielką miodarkę, do której zastosował napęd z lokomobili. Zbudował też urządzenie do mechanicznego odsklepiania plastrów, ale nie podał tego do publicznej wiadomości.
W tym czasie zdobył spory majątek. Jego żona Antonina Albrecht wniosła do małżeństwa nieruchomości: pałacyk Brandolin Rotta Palace w Wenecji stojący na prawym brzegu Canal Grande koło Mostu Rialto (obecnie nr 1789) i majątek w Dolo koło Wenecji.
Prowadził potem hotel, lecz krach na Wiedeńskiej Giełdzie Papierów Wartościowych w 1873 r. pokrzyżował wszystkie jego plany. Popadłszy w długi zmuszony był sprzedać swój majątek w Dolo, a nawet złoty medal otrzymany za wynalazek. Popadł w nędzę i zapomnienie. Jako były oficer został jednak pochowany z odpowiednimi honorami wojskowymi.